# Psittaculirostris edwardsii

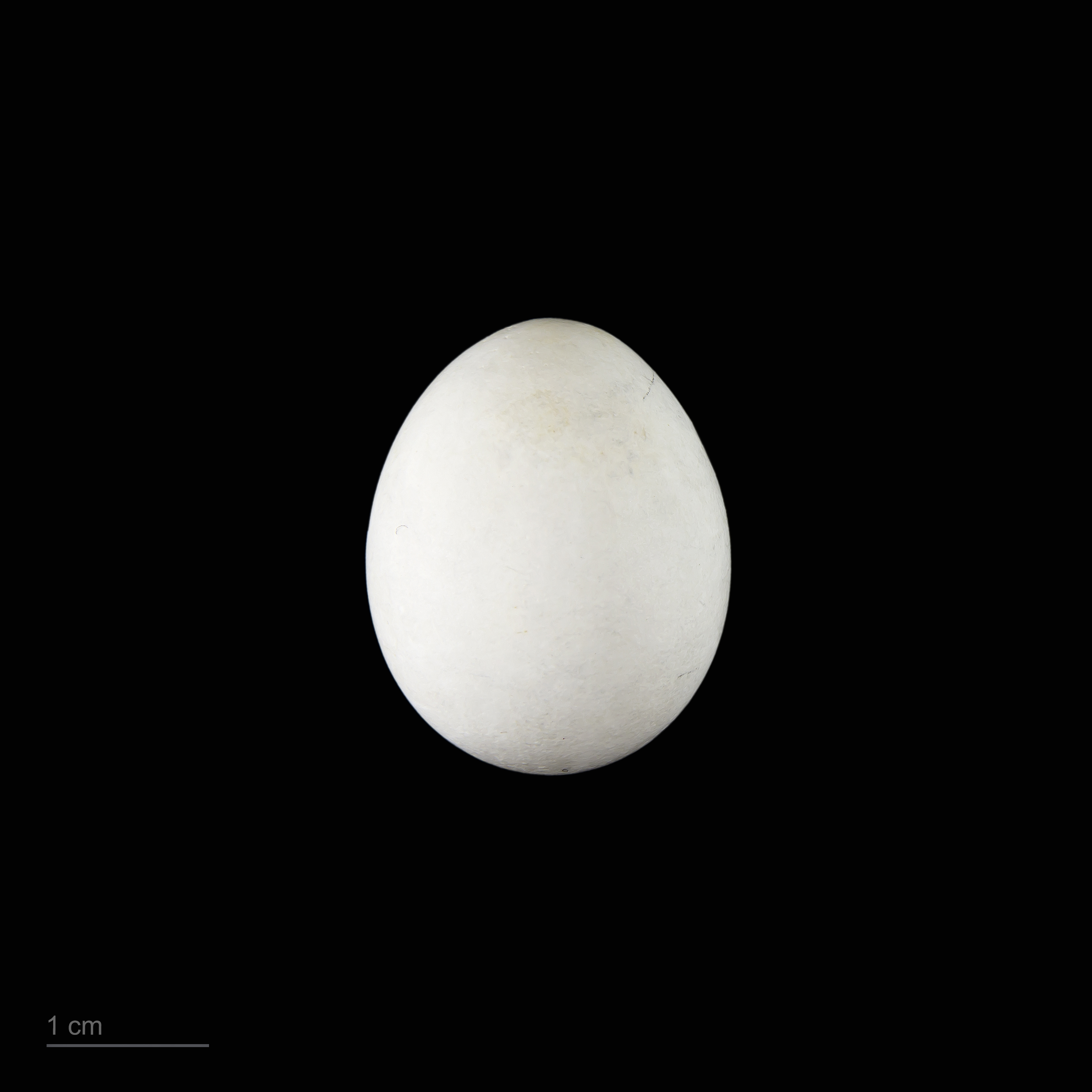
Psittaculirostris edwardsii

Psittaculirostris edwardsii là một loài chim trong họ Psittacidae.